# Táhirih

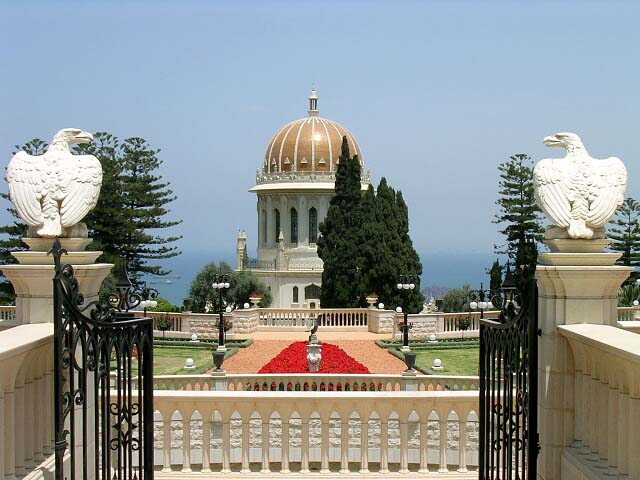
Mausoleo del Báb, Haifa

Fátimih Zarrín Táj Baragháni, o Táhirih (in persiano طاهره‎, cioè "la Pura", o Qurratu'l-`Ayn (in persiano قرة العين‎), cioè "Consolazione degli occhi" (Qazvin, 1814- 1817 – Teheran, 1852), figlia di Muhammad Salih Baragháni, fu una influente poetessa teologa del Bábismo, spesso menzionata nella letteratura bahá'í come un esempio di coraggio nella lotta per i diritti delle donne.

## La giovinezza
Táhirih apparteneva a una famiglia di religiosi islamici, il padre, un mujtahid è ricordato per delle interpretazioni del Corano, per le sue eulogie sulla battaglia di Karbala oltre che per lo zelo che metteva nell'esecuzione delle punizioni e nella persecuzione del consumo del vino, bevanda alcolica proibita nell'Islam.

Lo zio, Mulla Muhammad-Taqi Baraghani, era anche lui un mujtahid.
Durante la sua fanciullezza le fu consentito, anche se era una donna, di intraprendere gli studi islamici: era nota per la sua capacità di memorizzare il Corano e di comprenderne con facilità i passi più difficili.
All'età di quattordici anni sposò il cugino Muhammad ibn Muhammad Taqi da cui ebbe tre figli e una figlia. Suo marito divenne il lettore della preghiera del venerdì.
Avendo ricevuto dal padre una notevole formazione religiosa islamica, entrò in corrispondenza con i leader dello Shaykhismo, compreso Siyyid Kázim, che le diede il titolo di Qurratu'l-`Ayn, divenendone una sostenitrice nonostante la propria famiglia fosse nemica di tale movimento religioso che attendeva il Promesso.
Ciò causò tensioni tra Táhirih e il marito, tensioni che portarono alla separazione, nel 1843, tra i due coniugi.
Táhirih si recò con la sorella a Karbala col pretesto di visitare i santuari dell'Islam nei pressi di quella città, ma in realtà il suo scopo principale era di poter visitare Siyyid Kázim. Non poté incontrarlo perché nel frattempo era morto, tuttavia fu ospitata dalla vedova del Siyyid nella sua casa, dove continuò nei propri studi e a diffondere il suo pensiero.
Nel 1844 Táhirih riconobbe e accettò la rivelazione di Ali Muhammad di Shiraz, il Báb, come il Mahdi, divenendone la diciassettesima discepola o Lettera del Vivente, e, unica donna del gruppo, la più fedele e devota seguace.
Táhirih, che al contrario delle altre Lettere del Vivente non aveva mai incontrato il Báb, iniziò a diffonderne la dottrina dalla casa di Sayyid Kázim, dove continuava a dimorare. Divulgava la nuova religione, il Bábismo, facendo numerosi proseliti fra i seguaci dello Shaykhismo.

## Conferenza di Badasht
La Conferenza di Badasht, 26 giugno-17 luglio del 1848, segnò la rottura tra il Bábismo e l'Islam e il disconoscimento da parte del primo della Shari'a: letteralmente "strada battuta", percorso tradizionale della legge islamica.
I protagonisti della conferenza furono Bahá'u'lláh, che avrebbe fondato la religione bahai, Quddús e Táhirih.
Si evidenziarono due posizioni programmatiche, una moderata e conservatrice di Quddús che voleva mantenere il Bábismo nell'ambito islamico e quella più radicale e rivoluzionaria di Táhirih che voleva la rottura con l'Islam, mentre l'altro importante esponente, Bahá'u'lláh, cercava il compromesso fra i due.
Alla fine la linea vincente fu quella di Táhirih che vedeva il Babismo come una religione autonoma staccata dall'Islam di cui riconosceva il Corano ma non la Sharīʿa.
Al ritorno da questa conferenza, a Barfurush, incontrò Ṣubḥ-i Azal, che il Báb nominerà suo successore..

## Martirio
Dopo la Conferenza di Badasht, Táhirih fu sottoposta agli arresti domiciliari a Tehran.
Due anni dopo il martirio del Báb, tre Babisti tentarono assurdamente di assassinare Nasser-al-Din Shah a causa delle persecuzioni a cui erano sottoposti. Il tentativo fallito aumentò ancor più la repressione da parte delle autorità imperiali e il 31 agosto 1852 trenta Babisti, tra cui Táhirih, furono uccisi.
Táhirih prima di morire disse: Potete uccidermi quando volete, ma non potete fermare l'emancipazione delle donne.

## Letteratura
Il noto orientalista inglese E.G. Browne su Táhirih scrisse: “L’apparizione di una donna come Qurratu’l-Ayn (Táhirih) è in qualsiasi Paese e in qualsiasi età un fenomeno raro, ma in una terra come la Persia è un prodigio, anzi quasi un miracolo... Se la religione Babí non avesse altro diritto ad essere considerata grande, questo sarebbe sufficiente... e cioè che produsse una eroina come Qurratu’l-Ayn (Tàhirih)”
Sulla vita di Táhirih, sul periodo storico in cui visse e sulla corte Qajar dell'epoca, la scrittrice Bahiyyih Nakhjavani ha scritto l'opera: La donna che leggeva troppo. 
La scrittrice Martha Root ha scritto: Táhirih la pura e la scrittrice Clara Edge ha scritto: Táhirih.